# Urospatha wurdackii
Urospatha wurdackii är en kallaväxtart som först beskrevs av George Sydney Bunting, och fick sitt nu gällande namn av Alistair Hay. Urospatha wurdackii ingår i släktet Urospatha och familjen kallaväxter. Inga underarter finns listade.